# 宁乡县第十一高级中学
宁乡县第十一高级中学，位于湖南省长沙市宁乡县双江口镇，为宁乡县高级中学之一。

## 历史
1961年，中共宁乡县人民政府建立了宁乡县第十一高级中学，只接收初中生和小学生，1969年开始招收高中生。2011年，宁乡县第十一高级中学举行五十周年校庆。

## 知名校友
- 梁建强（湖南省安全厅厅长）
- 胡光辉（海南省教育厅长）
- 程宏（国家林业总局新闻发言人）
- 朱大旗（中央政策研究办公室研究员）
- 邓正明（广州军区政治部主任）